# 정선우체국
정선우체국(旌善郵遞局)은 정선 지역의 우편업무 및 우체국금융 서비스를 제공하는 강원지방우정청 소속 우체국이다. 강원특별자치도 정선군 정선읍 비봉로 25에 있다.

## 연혁
- 1911년 12월 16일: 정선우편소로 개소
- 1945년 7월 1일: 정선우체국으로 개칭
- 1971년 12월 15일: 사무관국으로 승격
- 1995년 1월 25일: 현위치 청사 개축
- 2001년 7월 1일: 정선용탄우체국 폐국[1]
- 2001년 7월 2일: 정선용탄우편취급소 개국[2]
- 2017년 1월 1일: 사음우체국을 정선사북우체국으로 명칭 변경[3]

## 관할 우체국
| 우체국명           | 사진 | 주소                                         | 비고                                    |
| ------------------ | ---- | -------------------------------------------- | --------------------------------------- |
| 강원랜드우체국     |      | 강원도 정선군 사북읍 하이원길 265            |                                         |
| 고한우체국         |      | 강원특별자치도 정선군 고한읍 고한2길 57      |                                         |
| 구절우체국         |      | 강원특별자치도 정선군 여량면 노추산로 764-11 |                                         |
| 나전우체국         |      | 강원특별자치도 정선군 북평면 북평7길 18      |                                         |
| 신동우체국         |      | 강원특별자치도 정선군 신동읍 의림로 244-1    |                                         |
| 여량우체국         |      | 강원특별자치도 정선군 여량면 서동로 2938     |                                         |
| 임계우체국         |      | 강원특별자치도 정선군 임계면 송계3길 3       |                                         |
| 정선남면우체국     |      | 강원특별자치도 정선군 남면 문은단로 2-2      |                                         |
| 정선사북우체국     |      | 강원특별자치도 정선군 사북읍 사북중앙로 12   | 2017년 1월 1일 사음우체국에서 명칭 변경 |
| 정선애산우편취급국 |      | 강원특별자치도 정선군 정선읍 녹송로 96       |                                         |
| 정선용탄우체국     |      | 강원도 정선군 정선읍 용탄리 687-11           | 2001년 7월 1일 폐국                     |
| 정선용탄우편취급소 |      | 강원도 정선군 정선읍 용탄리 687-11           | 2001년 7월 2일 신설                     |
| 함백우체국         |      | 강원특별자치도 정선군 신동읍 함백로 315      |                                         |
| 화암우체국         |      | 강원특별자치도 정선군 화암면 그림바위길 56   |                                         |

## 조직
- 경영지도실
- 우편물류과
- 영업과